# أوليفر هاسنكامب
أوليفر هاسنكامب Oliver Hassencamp (ولد في 10 مايو 1921 في راشتات – ومات في 31 مارس 1988 في فاجينج) هو أديب وممثل وكاتب روائي ألماني.
حياته
التحق هاسنكامب بمدرسة داخلية هي مدرسة شلوس زالم Schloss Salem، وظهرت موهبته في تلك الفترة. فكان يمثل مسرحيات من تأليفه ويكتب القصائد، وكون فرقة جاز ناجحة هي «فرقة إيقاع الملك أوليفر» King Olivers Rhythm Band , وكان يعزف الساكسفون والكلارينيت والأوكورديون. وفي بداية الحرب العالمية الثانية جند وهو في سن الثامنة عشرة وأصيب في روسيا إصابة خطيرة.
بدأ في عام 1945 دراسة التمثيل في ميونخ، وحصل على أدوار صغيرة في مسرحيات الجيب وأصبح مخرجا مساعدا لإريش إنجل. وبفضل موهبته في ترجمة النصوص الساخرة أصبح عضوا في فرقة مسرح Die Schaubude . وأسس في عام 1950 مع المخرجة تروده كولمان وإريش كيستنر فرقة مسرحية سياسية اسمها «الحرية الصغيرة» Die Kleine Freiheit.
وبعد عدة إنتاجات في التلفاز والسينما قرر هاسنكامب الكتابة. وصدر في عام 1959 روايته الأولى «معارف رجل مؤثث» Bekenntnisse eines möblierten Herrn ، وتحولت إلى فيلم سينمائي. وتبع تلك الرواية بالعديد من الروايات والسيناريوهات والمسرحيات والوثائقيات وكتب أوبرا.
وبسبب إصابته في الحرب فقد عاني من مشاكل في المشي، وصار مولعا بركوب الدراجة. وكتب سيناريوهات لأفلام تلفزيونية عن Giro d’Italia و Tour de France. ولقيت كتبه للشباب بنجاح كبير وخاصة سلسلة رواياته «قلعة شريكنشتاين» Burg Schreckenstein بأجزائها السبعة والعشرين، وترجمت إلى الإنجليزية والصينية والهولندية والإسبانية.
وهو متزوج منذ عام 1967 من المؤلفة والمخرجة إيفا هاسنكامب، ويعيش في ميونخ وشيمجاوْ. وقد توفي في حادث سير في عام 1988 عن عمر يناهز السادسة والستين عاما.
حصل على جائزة توكان في عام 1967, وجائزة إرنست هوفيريشتر في عام 1984.

## من أعماله
- سلسلة روايات «قلعة شريكنشتاين» / وتدور السلسلة حول أحداث وتجارب لمجموعة من الشباب في مدرسة داخلية للشباب تقع في قلعة قديمة. وتضم السلسلة 27 جزءا.
- ثلاثية «فلوريان» Florian
- معارف رجل مؤثث 1960
- قل واكتب 1967
- أحب نفسي 1967
- صديقة الفطور 1975
- أوقات سعيدة – التحول للمعجزة 1984
- المعني في اللامعنى 1985
- أهلا يا آنسة (فيلم سينمائي 1949)
- حدث في 20 يوليو (فيلم سينمائي 1955)
- الفتاة ذي الذاكرة الضعيفة (سيناريو فيلم 1956)

## روابط خارجية
- أوليفر هاسنكامب على موقع IMDb (الإنجليزية)
- أوليفر هاسنكامب على موقع ميوزك برينز (الإنجليزية)
- أوليفر هاسنكامب على موقع أول موفي (الإنجليزية)
- أوليفر هاسنكامب على موقع قاعدة بيانات الأفلام السويدية (السويدية)
- أوليفر هاسنكامب على موقع قاعدة بيانات الفيلم (الإنجليزية)